# Lucas Radebe
Lucas Radebe   (Soweto, 12 d'abril de 1969) és un exfutbolista sud-africà de la dècada de 1990.
Fou internacional amb la selecció de futbol de Sud-àfrica.
Pel que fa a clubs, destacà a Kaizer Chiefs i Leeds United.

## Estadístiques
| Selecció   | Any   | Partits | Gols |
| ---------- | ----- | ------- | ---- |
| Sud-àfrica | 1992  | 5       | 0    |
| Sud-àfrica | 1993  | 5       | 0    |
| Sud-àfrica | 1994  | 5       | 0    |
| Sud-àfrica | 1996  | 9       | 0    |
| Sud-àfrica | 1997  | 11      | 1    |
| Sud-àfrica | 1998  | 13      | 0    |
| Sud-àfrica | 1999  | 7       | 0    |
| Sud-àfrica | 2000  | 7       | 0    |
| Sud-àfrica | 2001  | 1       | 0    |
| Sud-àfrica | 2002  | 6       | 1    |
| Sud-àfrica | 2003  | 1       | 0    |
| Total      | Total | 70      | 2    |